# Ceratocarcinus frontodentata
Ceratocarcinus frontodentata is een krabbensoort uit de familie van de Pilumnidae. De wetenschappelijke naam van de soort is voor het eerst geldig gepubliceerd in 1982 door Shen, Dai & Chen.